# Личка улица (Београд)
| ЛИЧКА · улица | ЛИЧКА · улица          |
| ------------- | ---------------------- |
|               |                        |
| Општина       | Савски венац           |
| Почетак       | Карађорђева улица      |
| Крај          | Гаврила Принципа улица |
| Дужина        | 150 m                  |
| Ширина        | 10 m                   |
| Створена      | непознато              |
| Названа       | 1896                   |
|               |                        |
|               |                        |

Личка улица налази се на територији општине Савски венац. Простире се од улице Карађорђева 81, до Гаврила Принципа.

## Име улице
Ова улица је више пута током историје мењала име:
- Кожарска (1878 - 1893)
- Кнегиње Љубице чесма (1896 - 1930)

Име је добила 1896. године када је названа Личанска улица. Године 1930. улица је добила назив Личка.

## Историја
Лика је област у Републици Хрватској, где је већинско становништво било српско. Налази се између Велебита и Сењског Била на западу, Пљешевице, Мале и Велике Капеле на истоку. Српско становништво напустило је Лику пред налетом Хрватске војске, током акције Олуја, 1995. године. 